# L'acchiappadenti
L'acchiappadenti (Tooth Fairy) è un film del 2010 diretto da Michael Lembeck.

## Trama
Derek Thompson è un noto giocatore di hockey famoso per il suo stile di gioco aggressivo, che passa il suo tempo deludendo i sogni dei suoi giovani fan e li incoraggia a smettere di credere in illusioni. Quando questa fama raggiunge il regno delle creature magiche, la regina delle fate decide di punirlo e Derek viene obbligato a vivere per due settimane come una versione maschile di una fatina dei denti, completa di tutù e bacchetta magica. Durante questo periodo, Derek è costretto a confrontarsi con i suoi sogni infranti e rischia di danneggiare il suo rapporto con Carly, la sua compagna, e i loro due figli.
Tuttavia, con il passare del tempo, Derek inizia a realizzare che vivere senza credere nelle proprie capacità di sognare e dimostrare il proprio valore è un errore. Quando, durante il rito dello scambio del dentino perduto di Tess, la figlia di Carly, Derek rivela di essere la vera fatina dei denti e di credere in questa magia per sempre, le cose cambiano. Questa rivelazione convince Lily, la regina delle fate, a liberare Derek dai suoi obblighi nel mondo magico e a concludere la storia con una promessa di matrimonio tra lui e Carly.

## Distribuzione
Uscito il 13 gennaio 2010 in Australia e in diversi paesi del Sud America, il film è stato distribuito nelle sale degli Stati Uniti dal 22 dello stesso mese. In Italia l'uscita è avvenuta l'11 giugno dello stesso anno.

## Sequel
L'acchiappadenti ha avuto un sequel, con Larry the Cable Guy nel ruolo del protagonista.
Diretto da Alex Zamm, L'acchiappadenti 2 è uscito direttamente in DVD il 6 marzo 2012.